# Chieri
Chieri (pronunciado en castellano Quieri) es un municipio de la Provincia de Turín, localizado al pie de la colina turinesa, al este de la capital y sobre la margen meridional de las colinas del río Po. La ciudad tiene una población de 34 312 habitantes y conserva ricos tesoros medioevales. Es célebre además por haber sido el lugar donde el joven Juan Bosco realizó sus estudios académicos y sacerdotales (en el seminario diocesano de Chieri, entre 1831 y 1841), así como de otros personajes ilustres. Ha realizado tres actos de hermandad: con la ciudad francesa de Épinal en la Lorena francesa, con la ciudad africana de Nanoro en Burkina Faso y con la ciudad de Tolve en Basilicata.

## Historia
El lugar donde se encuentra la ciudad estuvo habitado desde épocas prehistóricas según lo testimonian los hallazgos arqueológicos que resalen a la Edad del Bronce y principios de la Edad del Hierro. Sobre las pendientes de la colina de San Jorge fue construido en época prerromana de un pueblo de Liguria una ciudad fortificada.

### Periodo Romano y orígenes celtas
A principios del siglo II a. C. los romanos la integraron a sus colonias. De dicha integración céltica y romana nace el nombre de doble origen semántico: Kari, voz céltica de la voz liguriana Carrea que significa "piedra" y por extensión "Ciudad fortificada", es decir Chiere (pronunciado en castellano como Quieri). La ciudad fue llamada Kaira hasta el siglo XIII y solamente desde el siglo siguiente se aferró a la forma masculina Kairo.
Entre todos los centros fortificados entre los Apeninos y el río Po, al menos a partir del siglo I, Chieri fue el centro administrativo mejor dotado debido a su autonomía e independencia en comparación con otras ciudades del lugar. Fuera de la Chieri romana, la muralla y el acueducto que descendía de la colina del Pino turinés, no existen más testimonios arquitectónicos. En cambio son más numerosos los rastros arqueológicos que datan desde el siglo XVII. En 1958 fueron encontrados los restos arqueológicos de una quinta romana y parte de la muralla fue descubierta en 1970.

### La dominación lombarda
Duranta la dominación de los lombardos entre los siglos V y IX Chiera parece perder importancia dada su escasa mención y se reduce a un pequeño pueblo de campiña carente de cualquier otra importancia política y administrativa. Una antigua lápida fue encontrada en 1875 durante la restauración del domo de la Iglesia y se refiere a una niña cristiana de nombre Genesia muerta a dos años de edad el 18 de junio de 488 y el hallazgo se convirtió en la lápida más antigua encontrada en el Piamonte.
Solamente a partir del siglo X es posible rastrear la historia quierese con la ayuda de documentación certera. El nombre de Chieri aparece por primera vez en 955 en un contrato que se refiere a la propiedad de una viña por parte del abad Belegrimo de la Nova y Landolfo interpuesto por el obispo de Turín que se refiere a Chiere como parte de su jurisdicción.
Un diploma del emperador Otone III entre los años 996 y 999 menciona también el lugar. 
Landolfo, obispo de Turín entre 1011 y 1038, fue el artífice de una profunda transformación de lo que era un pequeño villorrio de campiña. Su acción fue decisiva para la historia futura de Chieri en cuanto pone las condiciones que la fortalecen como la construcción de una muralla y sobre la colina de San Jorge una torre y un castillo. Sobre la llanura ordenó la construcción de la Iglesia de Santa María en sustitución de las ruinas paleocristianas de una anterior.

## Evolución demográfica
| Gráfica de evolución demográfica de Chieri entre 1861 y 2001 |
|                                                              |
| Fuente ISTAT - elaboración gráfica de Wikipedia              |